# Ciprian Selagea
Ciprian Silviu Selagea (n. 21 ianuarie 1990, Alba Iulia, România) este un fotbalist român care se află sub contract cu clubul Rapid București.